# Klášter San Millán de Yuso
San Millán de Yuso je klášter, který se nachází u španělské obce San Millán de la Cogolla v autonomním společenství La Rioja. Jeho počátky sahají do středověku, kdy patřil mezi nejvýznamnější kláštery celé oblasti.
Pro svůj výjimečný kulturní odkaz byla stavba spolu s nedalekým klášterem San Millán de Suso v roce 1997 zapsána mezi památky světového dědictví.